# Zbrodnia w Berezowicy Małej
Zbrodnia w Berezowicy Małej – zbrodnia popełniona w nocy z 22 na 23 lutego 1944 przez UPA na polskich mieszkańcach Berezowicy Małej w dawnym województwie tarnopolskim.

## Przed napadem
W Berezowicy Małej położonej w pobliżu Zbaraża istniała polska samoobrona zorganizowana po doniesieniach o rzezi wołyńskiej. Działalność samoobrony ograniczała się do wystawiania nocnych wart, głównie od strony granicy z Wołyniem i alarmowania ludności w przypadku zagrożenia.
W lutym 1944 mieszkańcy wsi byli wykorzystywani przez Niemców do budowy umocnień przeciwko nadciągającej Armii Czerwonej. W wyniku zmęczenia tymi pracami członkowie samoobrony nie byli w stanie pełnić wart. Liczono, że obecność wojska niemieckiego w okolicy odstraszy napastników.

## Napad

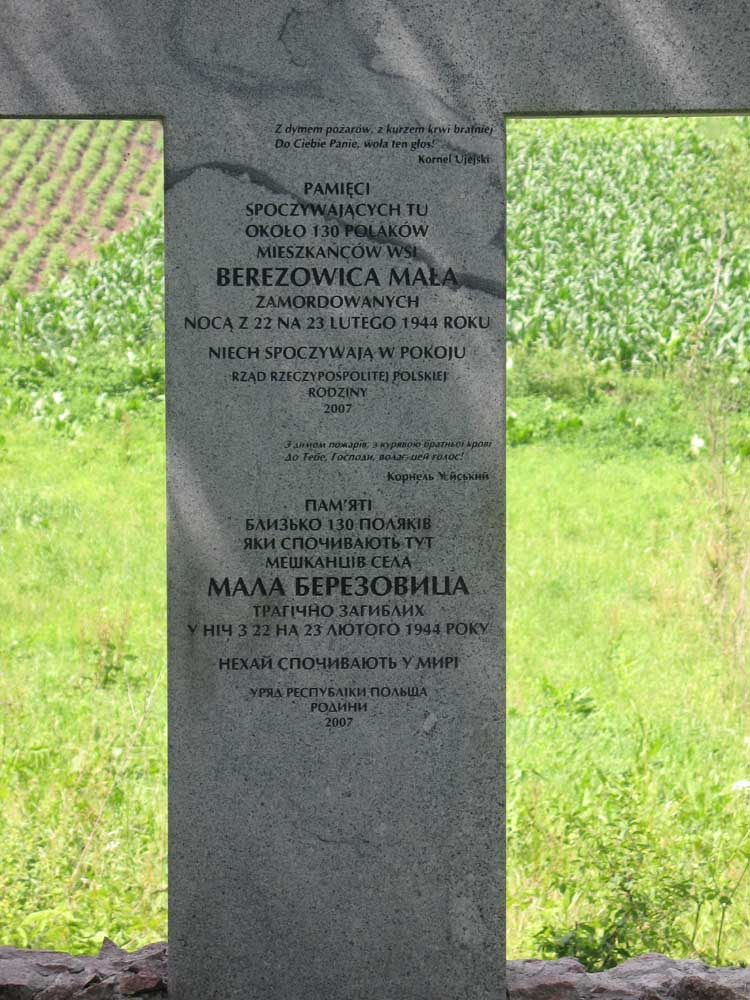
Napis na krzyżu w Berezowicy Małej, poświęcony polskim mieszkańcom ofiarom mordu UPA

Nocą z 22 na 23 lutego, od strony granicy z Wołyniem furmankami i saniami nadciągnął oddział UPA, który dzień wcześniej dokonał zbrodni na Polakach w Wiśniowcu. Upowcy zaczęli napad od wymordowania mieszkańców przysiółka położonego kilometr od wsi. Podchodzili w ciszy, starając się wykorzystać element zaskoczenia. Zabijano bez użycia broni palnej, by nie wywołać ucieczki mieszkańców dalej położonych zabudowań. Piotra Szewczuka porąbano siekierami na trzy części. Wdowę Katarzynę Tomków i jej siedmioro dzieci zakłuto bagnetami. Śmierć poniosła także nieomal cała rodzina Korylczuków. Uratował się Władysław Korylczuk, który uciekł oprawcom i biegnąc przez wieś alarmował ludność. Dzięki niemu większość Polaków z Berezowicy Małej uratowała się.
Po dokonaniu zbrodni w przysiółku upowcy zajęli właściwą część wsi. Niebronione domostwa w Berezowicy były bez trudu przez nich zdobywane, a mieszkańcy zabijani za pomocą siekier i bagnetów oraz broni palnej. Większość napadniętych szukała ocalenia w ucieczce. Polacy chowali się u ukraińskich sąsiadów, w kamiennych schronach lub w murowanych oborach. Upowcy złapane większe grupy rozstrzeliwali, a obory podpalali. Ocalał Hryńko Pańczyszyn, Ukraińcy zastrzelili mu żonę i córeczkę, a jemu samemu darowali życie, gdy odmówił po ukraińsku pacierz.
Ocalała też większa grupa Polaków w murowanej oborze Jana Krąpca, ojca późniejszego filozofa i wieloletniego rektora KUL o. prof. Mieczysława Alberta Krąpca. Leżała ona blisko budynków ukraińskich sąsiadów. Sąsiad ten uratował życie Polakom, gdyż oszukał napastników, mówiąc że obora Krąpca była już przeszukiwana. Uciekający do lasu byli ostrzeliwani z daleka.
Oprócz eksterminacji Polaków napastnicy dokonali rabunku ich mienia, które załadowali na furmanki i sanie. Ograbione domostwa palono, o ile nie były położone w pobliżu zagród ukraińskich. Po napadzie oddział odjechał w stronę granicy z Wołyniem. 
Tej nocy zginęło w Berezowicy Małej 131 polskich mieszkańców. Następnego dnia rano popalone trupy pozbierano w prześcieradła, włożono do prowizorycznie wykonanych trumien i tak pochowano. Pozostali przy życiu musieli zdążyć z pochówkiem za dnia, by nie nocować we wsi ze względu na grożące niebezpieczeństwo. 

Większość ocalonych schroniła się w Tarnopolu. Część z uciekinierów udała się do pobliskiej wsi – Ihrowicy i padła ofiarą wigilijnego mordu UPA 24 grudnia 1944 roku.

## Upamiętnienie po wojnie

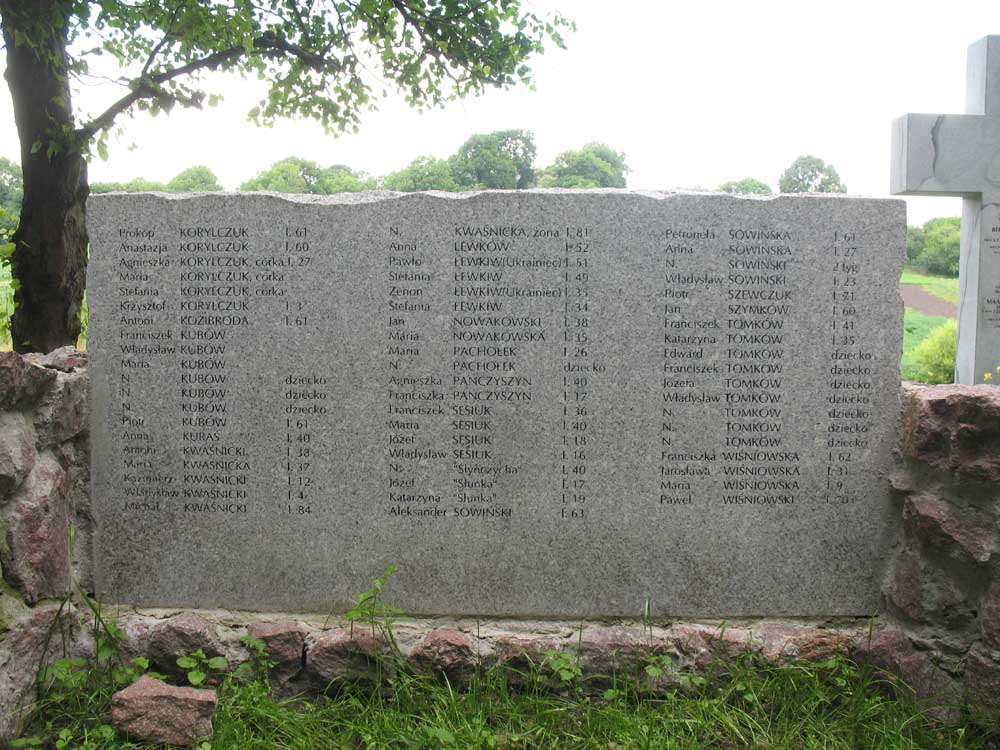
Tablica z nazwiskami Polaków pomordowanych w Berezowicy Małej

Obelisk ku pamięci 131 zamordowanych przez UPA Polaków mieszkańców wsi Berezowica Mała został odsłonięty w 1994 roku na cmentarzu parafialnym w Sośnicy w powiecie pleszewskim. 
W 2007 r. został odsłonięty w Berezowicy Małej, krzyż i dwie tablice z listą ofiar. Napis na krzyżu głosi: Pamięci spoczywających tu około 130 Polaków mieszkańców wsi Berezowica Mała zamordowanych nocą z 22 na 23 lutego 1944 roku, niech spoczywają w pokoju Rząd Rzeczypospolitej Polskiej, Rodziny, 2007".